# Pellaea angolensis
Pellaea angolensis là một loài dương xỉ trong họ Pteridaceae. Loài này được Schelpe mô tả khoa học đầu tiên năm 1976.
Danh pháp khoa học của loài này chưa được làm sáng tỏ. 